# ヨハネス4世ラスカリス
ヨハネス4世ラスカリス（ギリシア語：Ιωάννης Δ' Λάσκαρης （Iōannēs IV Laskarēs）、1250年12月25日 - 1305年）は、ニカイア帝国の最後の皇帝（1258年8月18日 - 1261年12月25日）。

## 生涯
1258年に父帝テオドロス2世が崩御すると、わずか8歳にして帝位に就くが、摂政ミカエル・パレオロゴスに実権を奪われた上に、翌1259年には共同皇帝の座に就かれた。
1261年にミカエルがコンスタンティノポリス奪回を果たして、ローマ皇帝を宣言すると、やがてヨハネスは目を潰されてマルマラ海の城郭に幽閉された。
1290年にミカエルの長男アンドロニコス・パレオロゴスを皇帝として承認したと記録されている。